# گنور تپه
گنور تپه (انگلیسی: Gonur Tepe ، ترکمنی: Goňur depe)، یک تپه باستانی است که قدمت آن بین ۲۴۰۰ تا ۱۶۰۰ پیش از میلاد است و در حدود ۶۰ کیلومتری شمال مرو در ترکمنستان واقع شده است که شامل یک سکونتگاه بزرگ در اوایل عصر برنز است. این محوطه را می‌توان پایتخت یا سکونتگاه اصلی تمدن آمودریا نامید.
این مکان توسط باستان‌شناس یونانی-روس، ویکتور ساریانیدی در سال ۱۹۷۲ کشف شد و توسط خود او از سال ۱۹۷۴ تا ۲۰۱۳ کاوش شد.

## گاهشماری
با توجه به داده‌های تحقیقات اولیه در گنور تپه و مطالعات چینه‌شناسی اخیر که از سال ۲۰۱۴ تا ۲۰۱۸ انجام شده است، رابرت ام ساتایف، نادژدا آ. دوبووا و محمد آ. مامدوونه پنج دوره یا افق ساخت و ساز این سکونتگاه را ذکر می‌کنند:
* فاز اول: ۲۵۰۰ تا ۲۰۰۰ پ.م.
- فاز دوم: ۲۰۰۰ تا ۱۹۰۰ پ.م.
- فاز سوم: ۱۹۰۰ تا ۱۷۰۰ پ.م.
- فاز چهارم: ۱۷۰۰ تا ۱۶۰۰ پ.م.

فاز پنجم: ۱۶۰۰ تا ۱۵۰۰ پ.م.
همچنین داده هایی بر اساس آثار به‌دست آمده که مشابهت هایی به آثار محوطه های نمازگاه‌تپه و سرزم دارند، قدمت ۳۲۰۰ تا ۲۸۰۰ پ.م. را نیز می‌افزاید.

## ژنتیک
طبق مطالعه ناراسیمهان و همکاران (۲۰۱۹):
J (4/9), H1a (1/9), P (1/9), R (2/9), and T (1/9).

## نوشیدنی هوم
به ادعای ساریانیدی، آثاری از نوشیدنی هوم در اوستا و وداها و مواد تشکیل دهنده آن، در این محوطه یافت شده است.